# Witkuifsjakohoen
De witkuifsjakohoen (Penelope pileata) is een vogel uit de familie sjakohoenders en hokko's (Cracidae). De wetenschappelijke naam van de soort is voor het eerst geldig gepubliceerd in 1830 door Johann Georg Wagler. Het is een door habitatverlies kwetsbaar geworden vogelsoort die alleen voorkomt in Brazilië.

## Kenmerken
De vogel is 75–82·5 cm lang. Het is de meest kleurrijke soort uit het geslacht. Er is een opvallend contrast tussen de glanzend groene bovenkant en de rode tot kastanjebruine onderkant. De kruin is bleek geel, de naakte huid rond het oog en de oorstreek is zwart, met onder de kin een rode lel.

## Verspreiding en leefgebied
Deze soort is endemisch  in het midden-noorden van Brazilië.De leefgebieden van deze vogel liggen in laagland regenwoud.

## Status
De grootte van de populatie werd in 2016 door BirdLife International geschat op 6700 volwassen individuen. De populatie-aantallen nemen af door  habitatverlies en daarnaast ook door jacht en vangst voor de kooivogelhandel. Het leefgebied wordt aangetast door ontbossing waarbij natuurlijk bos plaats maakt voor intensief agrarisch gebruikt land. Om deze redenen staat deze soort als kwetsbaar op de Rode Lijst van de IUCN.